# کاراجاکایا (آک‌یورت)
کاراجاکایا (به لاتین: Karacakaya) یک منطقهٔ مسکونی در ترکیه است که در اکیورت واقع شده‌است.